# .cx
.cx  é o código TLD (ccTLD) na Internet para a Ilha Christmas.